# Jabłuniwka (rejon jurjiwski)
Jabłuniwka (ukr. Яблунівка) – wieś na Ukrainie, w obwodzie dniepropetrowskim, w rejonie jurjiwskim. W 2001 roku liczyła 43 mieszkańców.